# Wide receiver

De positie van de wide receiver

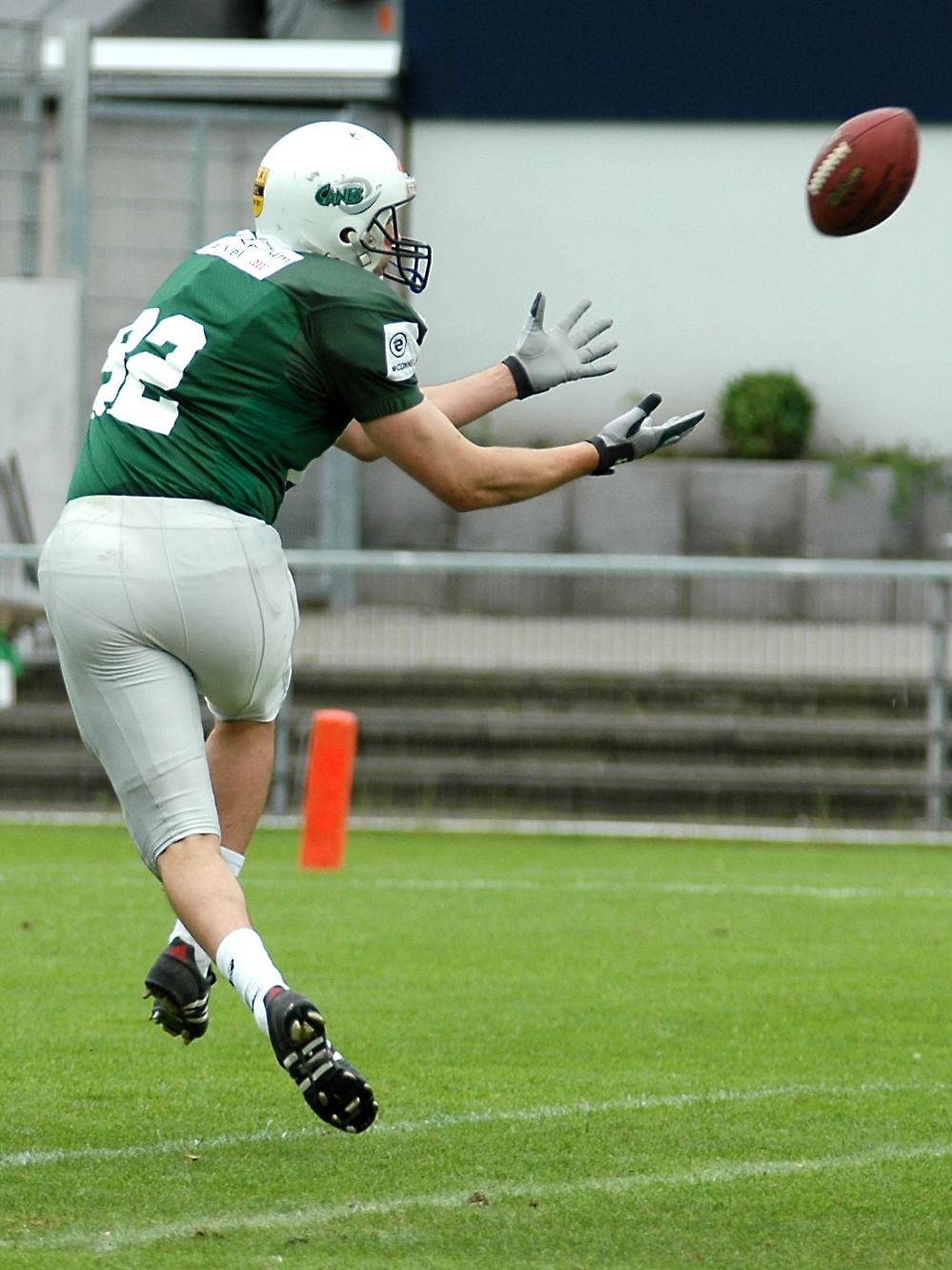
Een wide receiver ontvangt de bal

Een wide receiver is een speler in het American en Canadian football. Een wide receiver (ook wel wideout of simpelweg receiver genoemd) behoort tot het aanvallende team en is de specialist die de ballen ontvangt via een pass door de lucht op aangeven van de quarterback.
Het is de taak van de wide receiver zo veel mogelijk terreinwinst te maken met de bal en te scoren door de bal over de achterlijn te brengen. Receivers zijn de snelste spelers in het spel en het komt regelmatig voor dat voormalig sprinters uit de atletiek als wide receiver gaan spelen voor een American footballteam.
De wide-receiverpositie is een van de bekendste posities in American football, doordat ze vaak verantwoordelijk zijn voor het aantrekkelijke spel en degenen zijn die de punten op het bord zetten. Een receiver krijgt echter niet alle krediet voor het scoren van punten. Een aanzienlijk deel van het krediet gaat naar de quarterback, die de aanval opzet en de wide receiver aanspeelt.
Aanval: Quarterback · Wide receiver · Tight end · Center · Guard · Offensive tackle · Running back · Fullback · H-back

Verdediging: Defensive tackle · Defensive end · Nose tackle · Linebacker · Defensive back

Speciale teams: Placekicker · Punter · Long snapper · Holder · Punt returner · Kick returner · Gunner